# Piero Medičejski Protinasti
Piero Medičejski Protinasti, sinjore iz družine Medičejcev iz Firenc, * 19. september 1416, Firence, † 2. december 1469, Firence.
Piero, ki je trpel za hudim protinom, je očeta Cosima preživel za vsega 5 let. Banko Banca de' Medici je vodil dobro, toda bolj drobnjakarsko kot oče, in je zahteval plačilo zapadlih dolgov mnogih medičejskih privržencev, kar je slabo vplivalo na njegov politični položaj.
Očetovo vlogo je prevzel tudi v upravi mesta. Te pravice mu niso priznavali nasprotniki Medičejcev in tudi ne bratranec Pierfrancesco. Leta 1466 so pripravili zaroto z namenom, da Piera ubijejo. A zasedo, postavljeno na njegovi predvideni poti, je pravočasno odkril šestnajstletni Pierov sin Lorenzo in atentat preprečil. 
Zarotniki so bili izgnani v Benetke, kjer so prepričali doža, da bi se dalo z napadom benečanske vojske prevzeti oblast v Firencah. Firence so se povezale z Milansko vojvodino, Neapeljskim kraljestvom in papeško državo in 1467. v bitki premagale Benetke.
Piero je nadaljeval z zbiranjem redkih knjig in s podporo umetnikom. Med njimi so bili izdelovalec terracotta reliefov Luca della Robbia, slikar in kipar Antonio del Pollaiolo, slikarji Paolo Uccello, Sandro Botticelli in Benozzo Gozzoli, kateremu je naročil poslikavo kapele v medičejski palači, kjer je v procesiji treh kraljev upodobil tudi člane medičejske družine in druge znane meščane.

## Družina
Pierov oče je bil Cosimo de' Medici Starejši. Njegova soproga, s katero se je poročil 1444., je bila Lucrezia Tornabuoni (1427 - 1482), modra, tolerantna in kulturno izobražena hči firenške patricijske rodbine. Z njo je imel 5 otrok:
- Bianca (1445-1505), poročena z Guglielmom de' Pazzi.
- Lucrezia (klicali so jo Nannina) (1448-1493), poročena z Bernardom Rucellai.
- Lorenzo (1449-1492), poročen s Clarice Orsini.
- Giuliano (1453-1478) umorjen v atentatu (zarota Pazzijev).
- Maria (1455-1479), poročena z Leonettom de' Rossi.

Nezakonski sin je bil:
- Giovanni.